# Molí fariner

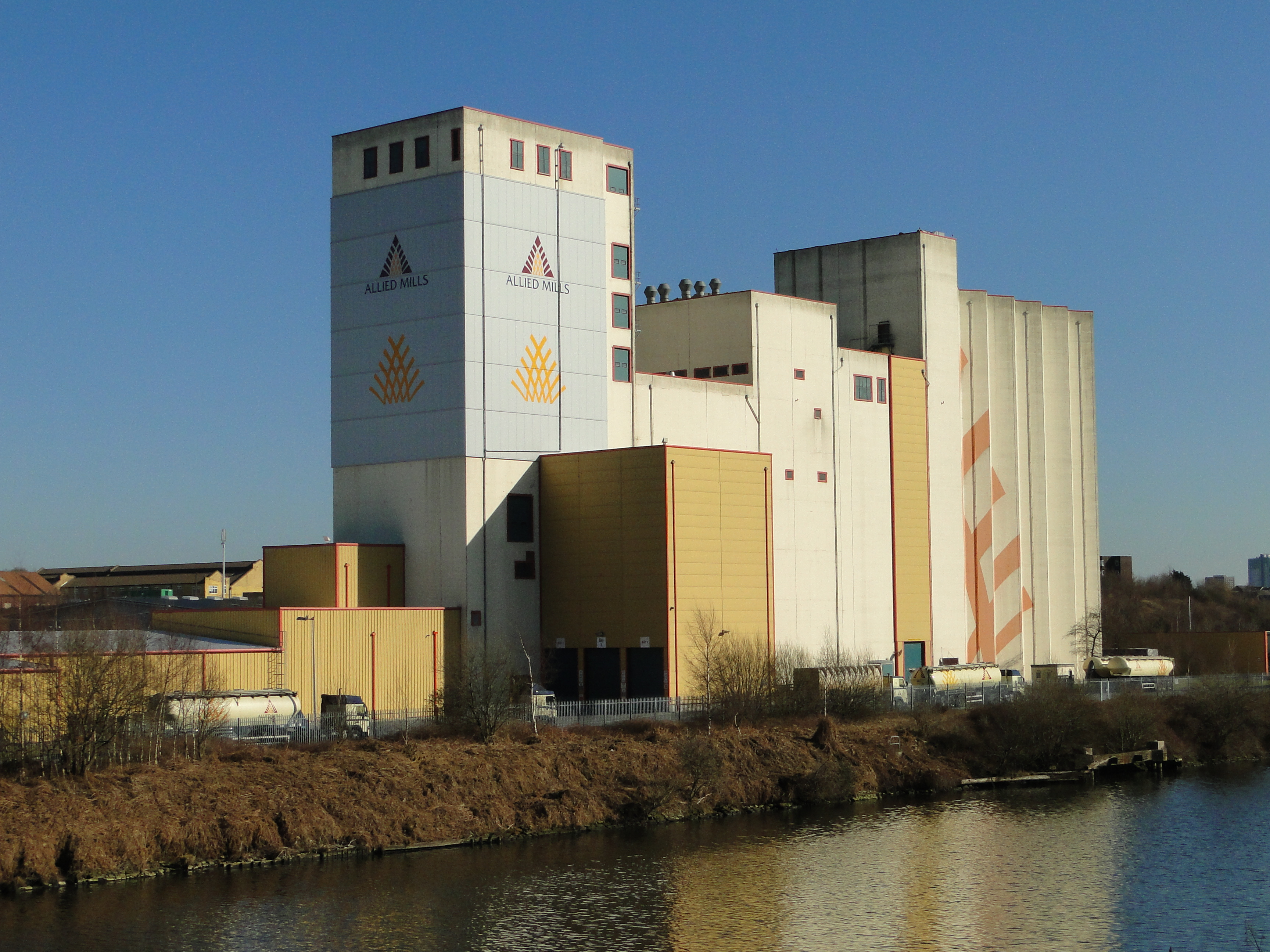
Molí fariner Allied Mills a la riba del Canal de Manchester

Molí fariner, molí farinera, molí de farina o molí de cereals, es pot referir tant a l'edifici on el gra és molt com al mecanisme de la molta.

## Història
El geògraf grec Estrabó ja va donar notícia en la seva obra Geografia sobre l'existència de molins accionats per l'aigua que molien grans a Cabira, Àsia menor cap a 71 aC.
Els antics molins tenien les rodes de paletes horitzontals. La roda de paleta estava unida a un eix que, al seu torn, estava unit al centre d'una pedra de molí anomenada "pedra corredora". La força de gir produït per l'aigua en les paletes es transferia directament a la pedra corredora, fent que fes la molta contra una pedra estàtica a sota de la primera, tenia el desavantatge que la velocitat de rotació de la pedra era depenent del volum i flux d'aigua disponible i, per tant, només era adequat per a ser usat en regions muntanyoses amb rius de corrent ràpid. Aquesta dependència del volum i la velocitat de flux de l'aigua també vol dir que la velocitat de rotació de la pedra era molt variable i la velocitat òptima de molta no podia sempre ser mantinguda.
Les rodes verticals es feien servir durant l'Imperi Romà a partir de finals del primer segle dC i van ser descrites per Vitruvi. Els molins hidràulics van continuar usant-se fins a cap l'any 1000 i encara més enllà en alguns casos.
El primer molí de vent fariner es va construir als actuals Afganistan, Paquistan i Iran cap als segles IX i X.
A la ciutat de Mallorca es conserven diversos molins fariners dins la trama urbana: quatre al carrer Indústria (Santa Catalina), cinc al barri del Jonquet i dos a Can Pere Antoni, barriada també coneguda amb el nom de Molinar de Ponent, pel fet que, com el veí Molinar de Llevant, tenien un paisatge ple de molins fariners.

## Molins moderns
Els molins moderns típicament utilitzen l'electricitat o combustibles fòssils per fer girar les peces, per exemple corrons, d'acer o ferro fos, i així separar la part interior del gra del segó. Les diferents tècniques de molta produeixen resultats visiblement diferents. La farina molta amb pedra és preferida en moltes ocasions pels forners per la seva millor textura i sabor, a més de tenir millors qualitats flequeres. S'ha argumentat que amb la molta a la pedra, que és més lenta que amb els metalls, la farina no s'escalfa tant i el greix del gra no s'oxida tan de pressa (per l'oxidació β) i no té un fàcil enranciment a més de conservar millor algunes vitamines com és la tiamina.
Els molins fariners moderns només molturen el gra net d'impureses (sense palla ni altres restes o impureses), però històricament alguns molins fariners tenien instal·lacions per netejar i fer passar pel sedàs el gra.